# Cordia suffruticosa
Cordia suffruticosa là loài thực vật có hoa trong họ Mồ hôi. Loài này được Borhidi mô tả khoa học đầu tiên năm 1976 publ. 1977.